# A Nazionale 1984-1985
La A Nazionale 1984-1985 è stata la 45ª edizione del massimo campionato greco di pallacanestro maschile. La vittoria finale è stata ad appannaggio dell'Aris Salonicco.

## Risultati

### Stagione regolare
|     | Squadra           | G  | V  | P  | PF   | PS   | Pt. | Qualificazione            |
| --- | ----------------- | -- | -- | -- | ---- | ---- | --- | ------------------------- |
| 1.  | Aris Salonicco    | 26 | 25 | 1  | 2427 | 1816 | 51  |                           |
| 2.  | PAOK Salonicco    | 26 | 22 | 4  | 2254 | 1812 | 48  |                           |
| 3.  | Panathīnaïkos     | 26 | 21 | 5  | 2304 | 1971 | 47  |                           |
| 4.  | Paniōnios         | 26 | 17 | 9  | 2098 | 1969 | 43  |                           |
| 5.  | Īraklīs Salonicco | 26 | 16 | 10 | 2119 | 1980 | 42  |                           |
| 6.  | AEK Atene         | 26 | 15 | 11 | 2132 | 2074 | 41  |                           |
| 7.  | Olympiakos        | 26 | 12 | 14 | 2042 | 1904 | 38  |                           |
| 8.  | Panellīnios       | 26 | 9  | 17 | 1939 | 2057 | 35  |                           |
| 9.  | Iōnikos Nikaias   | 26 | 9  | 17 | 1981 | 2146 | 35  |                           |
| 10. | Sporting Atene    | 26 | 9  | 17 | 1865 | 2085 | 35  |                           |
| 11. | Apollon Patrasso  | 26 | 9  | 17 | 2031 | 2267 | 35  |                           |
| 12. | Peristeri         | 26 | 7  | 19 | 1516 | 1853 | 33  |                           |
| 13. | G.S. Larissa      | 26 | 7  | 19 | 1930 | 2318 | 33  | retrocesse in B Nazionale |
| 14. | Nikī Volo         | 26 | 4  | 22 | 1754 | 2147 | 30  | retrocesse in B Nazionale |

| A Nazionale 1984-1985    |
| ------------------------ |
| Aris Salonicco 4º titolo |

## Formazione vincitrice
| N° | Naz.                   | Ruolo | Sportivo              |  | Alt. |  |
| -- | ---------------------- | ----- | --------------------- |  | ---- |  |
|    | Grecia (bandiera)      |       | Nikos Tsahtanis       |  |      |  |
|    | Grecia (bandiera)      | G     | Panagiōtīs Giannakīs  |  | 192  |  |
|    | Grecia (bandiera)      | G     | Nikos Galīs           |  | 183  |  |
|    | Grecia (bandiera)      |       | Dimitris Nastos       |  |      |  |
|    | Grecia (bandiera)      |       | Grigoris Christofakis |  |      |  |
|    | Grecia (bandiera)      | AP    | Michalīs Rōmanidīs    |  | 199  |  |
|    | Grecia (bandiera)      |       | Vasilīs Paramanidīs   |  |      |  |
|    | Grecia (bandiera)      | AG    | Nikos Filippou        |  | 202  |  |
|    | Grecia (bandiera)      |       | Petros Stamatis       |  |      |  |
|    | Grecia (bandiera)      |       | Giorgos Doxakis       |  |      |  |
|    | Grecia (bandiera)      | C     | Dīmītrīs Kokolakīs    |  | 215  |  |
|    | Grecia (bandiera)      |       | Tasos Tsitakis        |  |      |  |
|    | Stati Uniti (bandiera) |       | George Wenzel         |  |      |  |
|    | Stati Uniti (bandiera) |       | David Binion          |  |      |  |
|    | Grecia (bandiera)      | All.  | Giannīs Iōannidīs     |  |      |  |